# The Indians
The Indians foi uma banda de rock alternativo encabeçada pela DJ nascida em Los Angeles chamada Angelique Bianca, que atuava como vocalista e compositora. A banda contava ainda com o guitarrista italiano conhecido como "Zeb" e Chris Wilson no baixo, a quem Angelique conheceu numa viagem a Londres na década de 1980. As músicas misturam um pouco de sons psicodélicos e hip hop, mas podem ser rotuladas mais genericamente como rock alternativo. A banda ganhou destaque após contribuir com canções para trilhas sonoras de filmes, como o longa lançado em 1993 chamado Kalifornia, participando neste mesmo ano de programas de TV como o Late Night with Conan O'Brien.

## Discografia
A banda gravou seu primeiro e único disco, intitulado Indianism, entre os meses de dezembro e abril de 1992-93, lançando-o através da Polygram Records no dia 7 de setembro de 1993. Dentre seus êxitos comerciais, estão Bed of Roses, Love e a faixa que consta na trilha sonora do filme Kalifornia: Look Up To The Sky. Além dos músicos da banda, tocaram ainda na gravação do disco Jimmy Wood (harmonica); Brent Rademaker (trumpete); Phil Shenale (teclados); John Brian (melotron, harmonium); Curt Bisquera (bateria); Adam Rudolph (percussão); Tommy Funderburk, Julie Christensen (background vocals).

### Tracklist
1. Bed Of Roses
2. Love
3. A-I-A-O
4. Look Up To The Sky
5. The Key
6. Caught A Rainbow
7. Believe
8. I Love The World
9. Head In The Clouds
10. If The Children Ask Why